# Kees, de zoon van de stroper
Kees, de zoon van de stroper is een Nederlandse film uit 1950 van Ernst Winar. Het is gebaseerd op een scenario van Inge van Eyck.

## Rolverdeling
| Acteur           | Personage       |
| ---------------- | --------------- |
| Sjoerd van Driel | Kees Schippers  |
| Jaap Kallenborn  | Vader Schippers |
| Ankie de Meyer   | Joke van Dalen  |
| Dick Visser      | Arie            |
| Paul Kallenborn  | Jaap van Dalen  |
| Aleid van Rhein  | Vader van Dalen |

1896-1909 · 1910-19 · 1920-29 · 1930-39 · 1940-49 · 1950-59 · 1960-69 · 1970-79 · 1980-89 · 1990-99 · 2000-09 · 2010-19
· 2020-29